# Corredor Persa

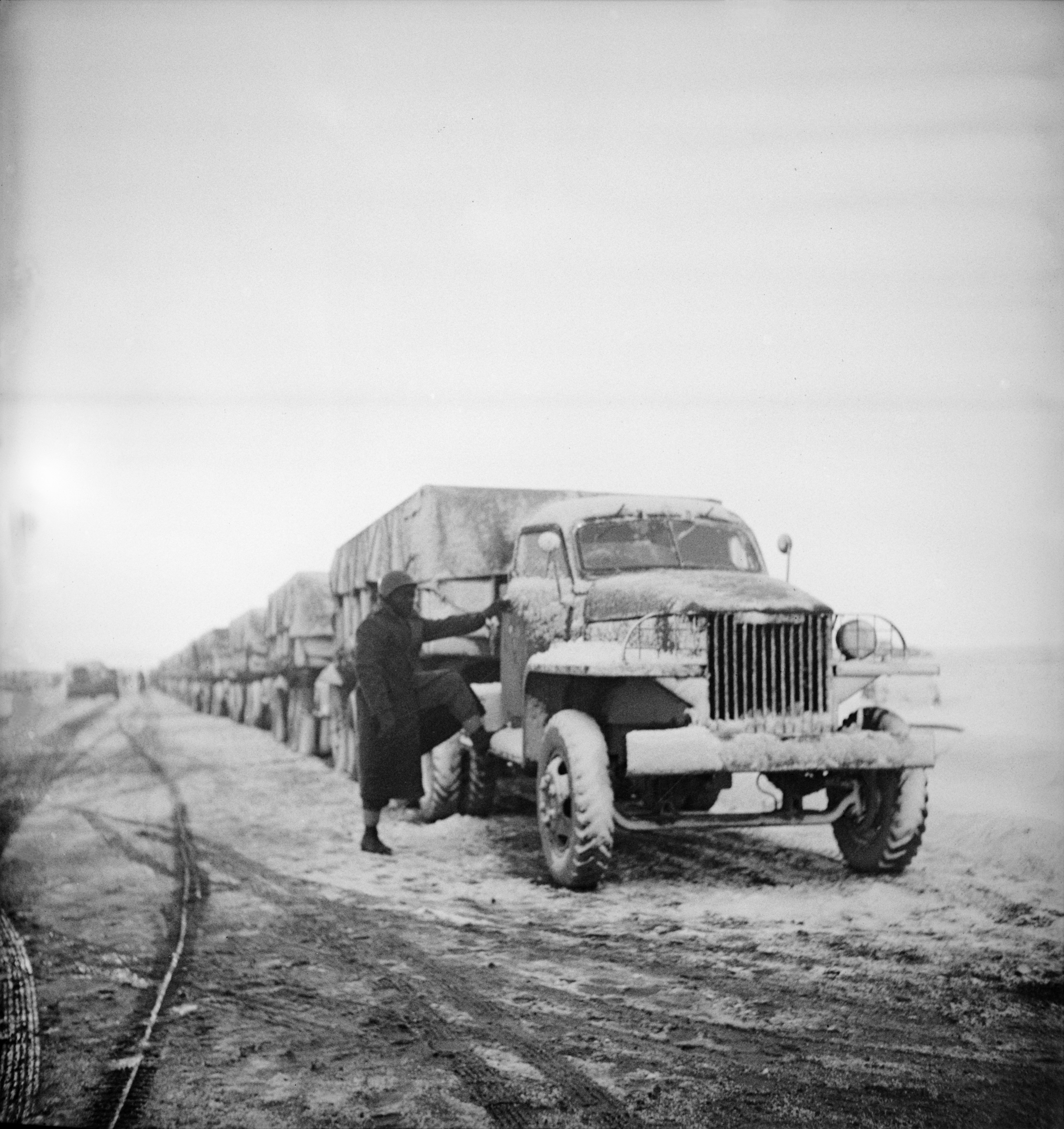
Caminhões Studebaker US6 no Corredor Persa, durante o Lend-Lease

O Corredor Persa foi uma rota de abastecimento através do Irã até a República Socialista Soviética Azeri por onde suprimentos britânicos e americanos, do programa Lend-Lease, foram transferidos para a União Soviética durante a Segunda Guerra Mundial.

## Antecedentes

### Queda do Xá
Após a invasão da URSS pela Alemanha em junho de 1941, a Grã-Bretanha e a União Soviética tornaram-se aliados e ambos voltaram sua atenção para o Irã. A Grã-Bretanha e a URSS viram a recém-inaugurada Ferrovia Trans-iraniana como uma rota atrativa para transportar suprimentos a partir do Golfo Pérsico para a região soviética. A Grã-Bretanha e a URSS pressionaram o Irão (e, no caso da Grã-Bretanha também o Iraque)) para permitir o uso de seu território para fins militares e logísticos. O aumento das tensões com a Grã-Bretanha, levou a manifestações pró-alemães em Teerã. Em agosto de 1941, porque o xá Reza Pahlavi recusou a expulsar todos os cidadãos alemães e apoiar claramente os aliados, a Grã-Bretanha e a União Soviética invadiram o Irã, prenderam o monarca e o enviaram para o exílio na África do Sul, assumindo o controle do Irã e da importante ferrovia. Em 1942, os Estados Unidos, um aliado da Grã-Bretanha e da URSS na Segunda Guerra Mundial, enviou uma força militar para o Irã para ajudar a manter e operar seções da ferrovia. A presença de tantas tropas estrangeiras no Irã acelerou mudanças sociais e despertou o sentimento nacionalista no país.
O filho do Reza Xá, Mohammad Reza Pahlavi com o apoio das autoridades britânicas e da União Soviética assumiu o trono iraniano, ele logo assinou um acordo comprometendo-se a total cooperação não-militar e logística com os britânicos e soviéticos, em troca do reconhecimento total da independência do seu país, e também de uma promessa destes de retirar-se do Irã dentro de seis meses do fim da guerra.
Em setembro de 1943, o Xá e declarou guerra à Alemanha. Dois meses depois, ele recebeu em Teerã Churchill, Roosevelt e Stalin que participaram da Conferência de Teerã.

### O Exército de Anders
O líder soviético Joseph Stalin, sob a pressão dos governos britânico e do polonês no exílio, começou a libertar alguns dos sobreviventes prisioneiros poloneses de guerra capturados em 1939, e também cidadãos poloneses que foram deportados posteriormente pelas tropas soviéticas para diversas Repúblicas da União Soviéticas.
Com o objetivo de formar um exército polonês para lutar ao lado dos Aliados, o General Władysław Anders foi liberado pelos soviéticos da prisão de Lubyanka. No entanto, continuou o atrito entre os aliados ocidentais e os soviéticos devido a recusa destes últimos em suprir adequadamente as tropas polonesas com equipamento de guerra e alimentos enviados à Russia pelo programa Lend-Lease, bem como com a insistência soviética em dispersar as unidades poloneses, ainda não prontas, para o combate ao longo da frente.
A impossibilidade de chegar a um acordo levou à evacuação das tropas de Anders, junto com um grande contingente de civis poloneses para o Irã. Estas tropas formaram o núcleo do que mais tarde tornou-se Segundo Corpo Polonês, que passou a servir com distinção na campanha da Itália. Alguns refugiados poloneses que continuam vivendo no Irã ate hoje foram documentados no filme de 2002 "Uma Odisséia Esquecida".

## Esforços de Abastecimento

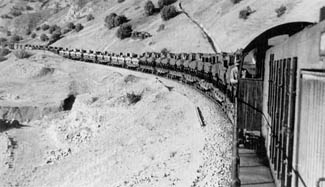
Um trem aliado de suprimentos para o Exército Vermelho

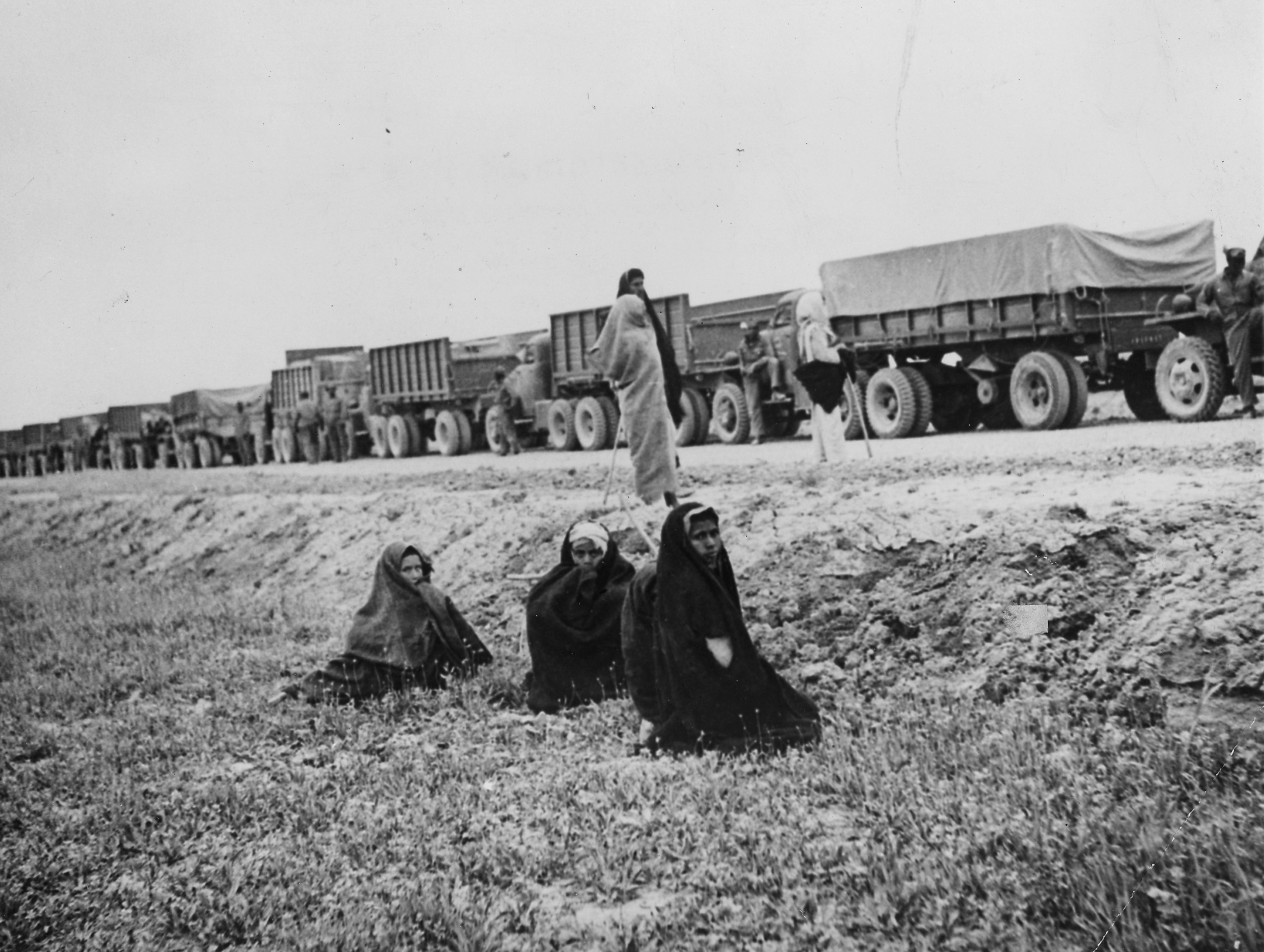
Mulheres iranianas assistem à passagem de um comboio de suprimentos aliado em direção à União Soviética

Os aliados entregaram todo o tipo de material para os soviéticos, de caminhões Studebaker US6 a  bombardeiros americanos B-24. A maioria dos suprimentos chegava de navio nos portos do Golfo Pérsico, e em seguida, eram enviados em direção norte por caminho de ferro ou em comboios de caminhões.
Os esforços de abastecimento aliados foram enormes. Os norte-americanos entregaram mais de 16,3 milhões de toneladas para os soviéticos durante a guerra, através de três rotas: 
- Os Comboios do Ártico para os portos de Murmansk e Archangelsk.
- A partir da costa oeste dos Estados Unidos e Canadá para Vladivostok no Extremo Oriente, uma vez que a União Soviética só entrou em guerra com o Japão em agosto de 1945.
- O Corredor persa foi a rota para mais de 4,2 milhões toneladas desta carga enviada pelos americanos. No entanto, esta não foi a única contribuição através do Corredor Persa, outras contribuições de aliados, como Grã-Bretanha, Canadá, África do Sul, Austrália, e inúmeras outras nações, colônias e protetorados dos países aliados passaram por ele. Ao todo, cerca de 7,9 milhões de toneladas de carga a partir de fontes aliadas transitaram pelo Corredor, a maior parte com destino a Rússia.